# Platonish
Platonish es el noveno episodio de la novena temporada de la serie de televisión de CBS How I Met Your Mother y el episodio número 193 en total.

## Reparto

### Principal
- Josh Radnor como Ted Mosby.
- Jason Segel como Marshall Eriksen.
- Cobie Smulders como Robin Scherbatsky.
- Neil Patrick Harris como Barney Stinson.
- Alyson Hannigan como Lily Aldrin.
- Cristin Milioti como La Madre.
- Bob Saget como Futuro Ted Mosby (voz, no acreditado)

### Estrellas invitadas
- Bryan Cranston - Hammond Druthers

## Trama
El sábado a las 11 a. m., 31 horas antes de la boda, Barney, Ted y Lily confortan a Robin sobre la noticia que su madre no podrá asistir a su boda. Barney toma esto como un reto para animarla pero Lily afirma que Barney nunca terminado un reto de recoger unos pañales y samosas en el otoño de 2012. Barney relata la historia.
Una noche en el bar, Barney discute con el grupo el hecho de que la única verdadera relación platónica hombre/mujer del grupo es entre Marshall y Robin (con una fantasía mostrando que Marshall no se besaría con Robin incluso si la vida de Lily estuviera en juego). En este punto, Lily ya había estado harta con las obras creativas de Barney para ligar. Ella le atreve a hacer frente a los retos que ella y Robin elegirán - que incluyen obtener el número de una mujer mientras habla como un delfín y no usando ninguna palabra que tenga la letra E. Viendo que Barney ha pasado todos sus retos, Lily y Robin deciden hacer que les haga un recado por ellas insertando el reto de ligar a una mujer mientras realiza la solicitud - comprarle un paquete de pañales para Marvin y samosas para Robin. Barney compra los artículos y luego intenta una jugada sobre una mujer en una farmacia; la mujer es en realidad la futura esposa de Ted, quien ve a través de su fachada y lo critica por ello (con Futuro Ted diciendo a sus hijos que así fue «como Barney conoció a su Madre»). Afuera, los dos hablan sobre la relación de Barney con Robin y cómo se sentía perdido desde que se separaron. Cuando Barney dice que él puede conquistar fácilmente de nuevo a Robin, la mujer declara que si realmente la quiere tanto, tendrá que darle su mejor oportunidad. La mujer lo deja y Barney regresa a casa, dejando atrás los pañales y samosas, a escribir «El Robin».
En otro lugar, Ted y Marshall ven un partido entre los Washington Generals y los Harlem Globetrotters. Mientras miran el partido (con ambos apoyando a los Generals), los dos comienzan a hablar sobre los sentimientos de Ted por Robin y si él no la buscará otra vez. Ted asegura a Marshall que no le interesa, ya que sabe que Robin no está interesada en ningún compromiso real, así que su relación es sólo «platónica». Marshall le dice que hacen ya años de eso y que la gente cambia. Ted también recibe una llamada de su antiguo jefe Hammond Druthers (del episodio «Aldrin Justice»), quien le ofrece Ted un trabajo en Chicago a raíz de su éxito con la sede del GNB. Ted inicialmente se niega, pero finalmente se compromete a pensar en ello, bajo la presión de Druthers. Al regresar a casa después del partido, Ted encuentra a Robin comiendo aceitunas, lo que le sorprende ya que ella odiaba las aceitunas durante su primera cita y Robin le dice que ella cambió su opinión sobre ellas. Recordando las palabras de Marshall, Ted llama a Druthers y rechaza el trabajo creyendo que todavía tiene una oportunidad con Robin. Druthers le dice a Ted que la oferta sigue estando abierta si cambia de opinión y más tarde en McLaren's, Ted admite que él y Robin ahora sólo comparten una relación «aplatonada». Sin embargo, en lugar de perseguirla inmediatamente, quiere dejar en manos de destino el llevarlos juntos.
De vuelta al Farhampton Inn, Barney dice que a pesar de los desafíos, él aún no ha terminado uno de los desafíos - animar a Robin. Ahora inspirada por lo que ha hecho Barney, Robin lo besa mientras Ted observa tristemente, sintiendo que su decisión de abandonar su relación con ella a manos del destino puede haberle costado un futuro con ella.

## Música
- «It's Only Time» - The Magnetic Fields

## Blog de Barney
Barney habla de encuentros sexuales en un ascensor de una manera «asombrosa».